# 广西壮族自治区文学艺术界联合会
广西壮族自治区文学艺术界联合会，简称广西文联，是中华人民共和国广西壮族自治区文学艺术工作者组成的人民团体，是中国文学艺术界联合会的团体会员，受中国共产党广西壮族自治区委员会的领导。
广西壮族自治区文联的最高权力机构为广西壮族自治区文学艺术界联合会代表大会和由它产生的广西壮族自治区文学艺术界联合会委员会。